# Leistungssatz
Der Leistungssatz ist eine Gleichung, die in der Physik Anwendung findet.

## Der Leistungssatz der Mechanik
Der Leistungssatz der Mechanik ist eine Verallgemeinerung des Energiesatzes. Er sagt aus, dass die Summe aller an einem System angreifenden Leistungen zu jedem Zeitpunkt gleich der zeitlichen Änderung der kinetischen Energie des Systems ist:
{\displaystyle {\frac {\mathrm {d} }{\mathrm {d} t}}E_{\text{kin}}=\sum {P_{i}}}.
Die an einem System angreifenden Leistungen setzen sich dabei stets zusammen aus konservativen und nicht-konservativen Leistungen:
{\displaystyle {\frac {\mathrm {d} }{\mathrm {d} t}}E_{\text{kin}}=\sum {P_{i,K}}+\sum {P_{i,NK}}}.
Nicht-konservative Leistungen sind beispielsweise die Leistungen von Reib- oder Dämpferkräften, von denen Energie dissipiert wird.

### Spezialfall nur konservativer Leistungen
Ist die Summe der nicht-konservativen Leistungen identisch null, d. h., wirken nur konservative Leistungen an einem System, dann geht der Leistungssatz in den Energiesatz über. Man erhält nämlich jetzt
{\displaystyle {\frac {d}{dt}}E_{\text{kin}}=\sum {P_{i,K}}+0}
und aufgrund der Definition der (zeitlichen Änderung der) potentiellen Energie {\displaystyle {\frac {d}{dt}}E_{\text{pot}}=-\sum {P_{i,K}}} folgt nun direkt der Energiesatz der Mechanik
{\displaystyle {\frac {d}{dt}}E_{\text{kin}}+{\frac {\mathrm {d} }{\mathrm {d} t}}E_{\text{pot}}=0}
und nach Integration nach der Zeit die bekannte Schreibweise
{\displaystyle \int \left({\frac {\mathrm {d} }{\mathrm {d} t}}E_{\text{kin}}\right)dt+\int \left({\frac {d}{dt}}E_{\text{pot}}\right)\mathrm {d} t=\int 0\mathrm {d} t}
{\displaystyle \Rightarrow E_{\text{kin}}+E_{\text{pot}}={\text{const}}.}

### Die Leistung einer Kraft
Die Leistung einer (vektoriellen) Kraft {\displaystyle {\vec {F}}} ist wie folgt definiert:
{\displaystyle P_{F}={\vec {F}}\cdot {\vec {v}}_{F}}
mit der Geschwindigkeit {\displaystyle {\vec {v}}_{F}} des Kraftangriffspunktes. Man merke sich also: „Leistung ist Kraft mal Geschwindigkeit“.
Wenn die Kraft exakt in Richtung der Geschwindigkeit ihres Angriffspunktes wirkt, vereinfacht sich das Skalarprodukt der beiden Vektoren zu dem Produkt der beiden skalaren Größen (Betrag der Kraft mal Betrag der Geschwindigkeit). Dies zu erkennen vereinfacht viele Rechnungen erheblich, da man sich so die umständliche Handhabung von Vektorkomponenten sparen kann.

### Die Leistung eines Momentes
Die Leistung eines (vektoriellen) Momentes {\displaystyle {\vec {M}}} ergibt sich als
{\displaystyle P_{M}={\vec {M}}\cdot {\vec {\omega }}}
mit der Winkelgeschwindigkeit {\displaystyle {\vec {\omega }}} des Momentenangriffspunktes. Dies lässt sich zurückführen auf die Leistung einer Kraft, wenn man sich folgendes vor Augen hält: Da man ein Moment {\displaystyle {\vec {M}}} zerlegen kann in ein Produkt aus Kraft {\displaystyle {\vec {F}}} und Hebelarm {\displaystyle {\vec {r}}}, {\displaystyle {\vec {M}}={\vec {r}}\times {\vec {F}}}, und gleichzeitig die Geschwindigkeit eines Punktes auf einem rotierenden Körper gleich ist der Winkelgeschwindigkeit der Drehung des Körpers multipliziert mit dem Abstand {\displaystyle r} vom Drehzentrum, {\displaystyle {\vec {v}}={\vec {\omega }}\times {\vec {r}}}, folgt die Behauptung für die Leistung eines Momentes. Auch hier gilt also wieder, nur in anderer Darstellung: „Leistung ist Kraft mal Geschwindigkeit“.

## Bewegungsgleichung und Gültigkeitsbereich
Nach dem Freischneiden des Systems, dem Berechnen aller unbekannten Kräfte und Momente sowie der Geschwindigkeiten der jeweiligen Kraftangriffspunkte, lässt sich aus dem Leistungssatz die Bewegungsgleichung für einen unbekannten Freiheitsgrad formen. Dabei ist es unerheblich, ob es sich bei dem Freiheitsgrad um einen Winkel oder eine Koordinate handelt, er muss nur in dem Ausdruck {\displaystyle {\tfrac {\mathrm {d} }{\mathrm {d} t}}E_{\text{kin}}} auftauchen. Dazu summiert man die kinetischen Einzelenergien des Systems, bestehend aus translatorischen und rotatorischen Bewegungen, in Abhängigkeit von dem einen Freiheitsgrad auf und leitet den erhaltenen Term nach der Zeit ab. Wichtig ist dabei, dass das System nur genau einen Freiheitsgrad haben darf, wenn man es mit dem Leistungssatz behandeln will. Ganz äquivalent zum Energiesatz merke man sich auch beim Leistungssatz, dass man ein System mit mehr als einem Freiheitsgrad nicht mehr auf diese Weise behandeln kann, da dann nicht eindeutig festgelegt wäre, wie sich die Energien auf die einzelnen Freiheitsgrade verteilen. Bei mehr als einem Freiheitsgrad wählt man den Lagrange-Formalismus zum Aufstellen der Bewegungsgleichungen.